# Jens Lekman
Jens Lekman (Angered, 6 febbraio 1981) è un cantautore e musicista svedese.

## Biografia
Nato a Angered e cresciuto a Göteborg, a quattordici anni inizia a suonare il basso. Inizia però subito a scrivere canzoni con lo pseudonimo Rocky Dennis, preso dal protagonista del film Dietro la maschera. Comincia a produrre la propria musica su CD, mini-album, EP e altri formati per quattro anni a partire dal 2000.
Nel febbraio 2004 la Secretly Canadian pubblica l'EP Maple Lovers, costituito da quattro brani accompagnati da violini, archi, campane ed echi. Pochi mesi dopo viene pubblicato il primo album su lunga distanza, ossia When I Said I Wanted to Be Your Dog (2004) che raccoglie del materiale già edito, in cui tuttavia l'autore reinterpreta dei suoi brani.
Nel gennaio 2005 viene pubblicato l'EP The Opposite of Hallelujah, mentre qualche mese dopo (novembre) esce Oh You're So Silent Jens, in cui sono riproposti i brani presenti nei primi introvabili lavori (Maple Leaves, Julie, You Are the Light e Rocky Dennis In Heaven) pubblicati autonomamente dall'autore ad inizio carriera.
Dopo tre anni di tour (con un ensemble di otto elementi) dà alle stampe il suo secondo album, Night Falls Over Kortedala, registrato nel suo studio della sua città natale. Il termine Kortedala, oltre proprio al suo studio, si riferisce anche a un suono pop con accenni di tropicalia, diffuso in quegli anni in Svezia.
Ad accompagnarlo in questo disco ci sono altri due esponenti del pop svedese, ossia Frida Hyvönen e El Perro del Mar.
Il disco, divertente e romantico al tempo stesso, dà però l'avvio ad un periodo di appannamento. Inoltre, tra il 2007 ed il 2010 collabora con numerosi artisti, tra cui Vapnet, Tracey Thorn, The Ladybug Transistor, Montt Mardie e Javiera Mena.
Ritorna sulle scene nel 2011 con l'EP An Argument With Myself. Nel settembre 2012 rilascia il terzo disco, I Know What Love Isn't, una sorta di concept album sulla solitudine, intesa come mancanza dell'amore.
Nei primi giorni del 2017 viene annunciato un nuovo disco di inediti con uscita prevista il 17 febbraio, titolo Life Will See You Now. A supporto del disco viene annunciato anche un tour comprendente due date in Italia (Bologna e Roma).

## Discografia

### Album in studio
- 2004 - When I Said I Wanted to Be Your Dog
- 2007 - Night Falls Over Kortedala
- 2012 - I Know What Love Isn't
- 2017 - Life Will See You Now

### Raccolte
- 2005 - Oh You're So Silent Jens

### EP
- 2000 - The Insect
- 2003 - 7" Vinyl
- 2004 - Maple Leaves
- 2004 - Rocky Dennis
- 2004 - I Killed a Party Again
- 2004 - Julie
- 2004 - You Are the Light
- 2005 - The Opposite of Hallelujah
- 2005 - Live at Stora Teatem
- 2005 - You Deserve Someone Better Than a Bum Like Me
- 2005 - USA October 2005
- 2007 - Kalendervägen 113.D
- 2011 - An Argument With Myself